# Dino Cazares
 (décembre 2016).
Si vous disposez d'ouvrages ou d'articles de référence ou si vous connaissez des sites web de qualité traitant du thème abordé ici, merci de compléter l'article en donnant les références utiles à sa vérifiabilité et en les liant à la section « Notes et références ».
Dino Cazares, né à El Centro, en Californie, est un musicien américano-mexicain, connu pour être le cofondateur et guitariste du groupe de metal industriel Fear Factory. Il est également à l'origine de plusieurs groupes de metal comme Divine Heresy et Asesino. Il a popularisé l'utilisation de processeurs de modélisation numérique pour guitare dans le metal. Cazares est également un membre fondateur du supergroupe Brujeria.

## Biographie
Cazares est né à El Centro, en Californie. Il rencontre Raymond Herrera et crée Fear Factory en 1989, d'abord sous le nom Ulceration, avant de le renommer l'année suivante.
Avant de créer Fear Factory, Cazares a été membre du groupe de grindcore Excruciating Terror. 
Plus tard, il monte le projet parallèle mexicain de style death/grind Brujeria avec notamment des membres de Faith No More et Fear Factory.
En 2002, Fear Factory se sépare temporairement avant de se reformer sans Cazares, remplacé par Christian Olde Wolbers.
Durant cette période, Dino forme le super groupe Asesino aux côtés de Raymond Herrera.
En 2005, Cazares est choisi en tant que chef d'équipe par le responsable A&R de Roadrunner Records, Monte Conner, à l'occasion de l'album anniversaire "Roadrunner United" pour lequel il écrit 4 titres et collabore avec d'autres artistes de Roadrunner Records.
Dino Cazares consacre ensuite du temps pour son groupe Divine Heresy qui a signé chez Roadrunner Records et Century Media. Il est rejoint par le batteur Tim Yeung (All That Remains, Hate Eternal, Nile, Vital Remains, Morbid Angel), le bassiste Joe Payne et le chanteur Tommy Vext qui quittera le groupe à la suite d'un différend avec Dino en 2008. Jake Veredika, ex-Periphery, remplacera Vext pour la tourné avec Arch Enemy, Dark Tranquillity, et Firewind, avant de céder sa place à Travis Neil. Le premier album de Divine Heresy, Bleed The Fifth, sort le 27 août 2007 en Europe et le 28 août 2007 aux États-Unis. Bleed The Fifth a été produit par Dirty Icon et Lucas Banker. La pochette a été dessinée par Joachim Luetke (Marilyn Manson, Sopor Aerternus, Dimmu Borgir, Arch Enemy). Selon Metal Maniacs, à l'occasion d'un concert, Dino Cazares a décrit Divine Heresy comme "semblable à Fear Factory" mais que "ce n'est juste pas assez bon par rapport à Fear Factory"
Le deuxième album de Divine Heresy, Bringer of Plagues, sort le 28 juillet 2009. C'est le premier album avec Travis Neil au chant.

## Re-formation de Fear Factory
Le 7 avril 2009, Dino Cazares et Burton C. Bell annoncent leur réconciliation et la formation d'un nouveau projet avec Byron Stroud (Strapping Young Lad) à la basse et Gene Hoglan (Death, Strapping Young Lad, Dethklok) à la batterie. Le 28 avril, ce projet est révélé être en fait la nouvelle version de Fear Factory, sans le membre fondateur Raymond Herrera, ni Christian Olde Wolbers. Lorsqu'on lui pose la question de l'exclusion d'Herrera et de Wolbers, Bell déclare "Fear Factory est un business et je suis en train de tout réorganiser... Nous ne parlerons pas [de leur exclusion]".

## Technique et style
Cazares est souvent identifié par sa technique rythmique rapide en alternate picking, triolet en palm mute et sextolets syncopés collant au rythme de double pédale de la batterie. Cela crée un style "mitraillette" distinctif identifiable dans la musique de Fear Factory. Il ne joue aucun solo pour Fear Factory pour des raisons stylistiques, sauf en 2010 sur l'album "Mechanize". Il joue cependant des soli pour les autres groupes.

## Équipement
Les guitares de Cazares pour Fear Factory sont des modèles Ibanez à 7 cordes faits sur mesure avec des micros Blackouts de Seymour Duncan, généralement accordées plus bas (La, Ré, Sol, Do, Fa, La, Ré par exemple pour Obsolete) pour permettre d'atteindre des registres plus graves. Sa guitare principale pour Asesino est une guitare prototype à 8 cordes d'Ibanez (accordée de manière classique avec deux cordes de basses supplémentaires - Fa#, Si, Mi, La, Ré, Sol, Si, Mi -) avec deux micros actifs Blackout 8 de Seymour Duncan. Avant d'utiliser des guitares Ibanez, son instrument principal était un ESP Custom Shop M noire à 6 cordes avec un seul micro EMG 81 en chevalet, accordé en Si. Elle est utilisée pour le clip du titre "Replica". Sa première guitare 7 cordes connue de chez Ibanez est une "Silver Dot" UV7SBK Ibanez Universe, avec un pickguard adapté à un micro passif unique et un potentiomètre de volume. Il possède également une UV777BK avec des modifications similaires, à part le micro prototype EMG 7 cordes au lieu du micro passif.
Dans les premiers temps, son son de guitare venait d'une tête modifiée de Marshall JCM800 avec un réglage où les médiums étaient coupés et les aigus augmentés pour obtenir la tonalité significative du métal. Après le vol de son ampli, Dino Cazares a changé pour un POD Pro de Line 6 avec un amplificateur de puissance à lampes de Mesa/Boogie. Actuellement avec Fear Factory, il utilise le Vetta II HD de Line 6 avec un processeur POD X3 pro avec un amplificateur de puissance à lampe Mesa Boogie avec des cabinets surtaillés Rectifier 4x12. Lors des concerts, il utilise principalement les cabinets de haut-parleur pour gérer, ou pour ne pas les utiliser du tout, tant que le signal est guidé dans le PA. En 2011, il remplace le POD X3 Pro pour une version plus récente, le POD HD Pro. Il a également remplacé son ampli de puissance à lampes Mesa/Boogie pour une ampli de puissance Matrix GT800FX solid state, et son Mesa/Boogie Rectifier 4x12 pour un cabinet fait sur mesure par David Laboga. Vers 2012-2013, il change parfois de Line 6 à Fractal Audio, pour utiliser leur Axe-FX II. Cela n'a été que de courte durée puisqu'il utilise un amplificateur Kemper Profiling, un amplificateur qui peut simuler d'autres amplis de guitare, lui permettant d'obtenir un son similaire aux anciens albums.
Avec Divine Heresy, il utilise une vieille tête Marshall Valvestate VS100, un Marshall JCM800, et une tête Peavey 5150 boosté avec une TS-9 Ibanez.
En 2007, il passe des micros actifs de EMG aux micros actifs AHB-1 Blackout de Seymour Duncan, qu'il aide à réaliser avec Duncan.

### Branchement de guitare et circulation du signal
Il existe un diagramme détaillé du branchement de guitare de 2001 pour Fear Factory bien documenté.

## Discographie

### Nailbomb
- Point Blank (1994)

### Asesino
- Corridos de Muerte (2002)
- Cristo Satanico (2006)

### Fear Factory
- Soul of a New Machine (1992)
- Fear Is the Mindkiller (1993)
- Demanufacture (1995)
- Obsolete (1998)
- Digimortal (2001)
- Concrete (2002)
- Hatefiles (2003)
- The Best Of (2006)
- Mechanize (2010)
- The Industrialist (2012)
- Genexus (2015)
- Aggression Continuum (2021)

### Brujeria
- Matando Güeros (1993)
- Raza Odiada (1995)
- Brujerizmo  (2000)
- Marijuana  (2000)

### Divine Heresy
- Bleed the Fifth (2007)
- Bringer of Plagues (2009)